# GM Gamma
Gamma je označení podvozkové platformy koncernu General Motors. Motor je umístěný vpředu napříč a pohání přední kola. Platforma Gamma se používá pro malé vozy segmentu B.
První verze označovaná GM4300 byla poprvé použita v roce 2000 a nahradila starší platformu GM4200. Její vývoj zajišťoval Opel v Německu. Platformu GM4300 využívají následující automobily:
- Opel Corsa C (2000–2006)
- Opel Combo B (od 2001)
- Opel Meriva (od 2002)
- Chevrolet Montana (od 2003)
- Opel Tigra TwinTop (od 2004)

Novější verze má název SCCS, což je zkratka Small Common Components and Systems. Její vývoj probíhal od roku 2002 ve spolupráci Opelu a Fiatu, poprvé se objevila v roce 2005 ve Fiatu Grande Punto. Po ukončení spolupráce koncernů GM a Fiat mohou platformu SCCS oba používat. V současné době
- Fiat Grande Punto (od 2005)
- Opel Corsa D (od 2006)
- Fiat Linea (od 2007)
- Alfa Romeo MiTo (od 2008)

Z chystaných modelů bude na platformě Gamma SCCS postavena druhá generace Opelu Meriva a malý crossover značky Chevrolet.